# Усян
Уся́н (кит. упр. 武乡, пиньинь Wǔxiāng) — уезд городского округа Чанчжи провинции Шаньси (КНР). Уезд назван по реке Усяншуй.

## История
При империи Западная Хань был создан уезд Неши (涅氏县). При империи Восточная Хань он был переименован в Несянь (涅县). При империи Западная Цзинь из него были выделены уезды Усян и Ляоян (镣阳县).
При империи Суй в 617 году из уезда Усян был выделен уезд Юйшэ.
В 1949 году был образован Специальный район Чанчжи (长治专区), и уезд вошёл в его состав. В 1958 году Специальный район Чанчжи был переименован в Специальный район Цзиньдуннань (晋东南专区); уезд Юйшэ был при этом присоединён к уезду Усян.
В 1970 году Специальный район Цзиньдуннань был переименован в Округ Цзиньдуннань (晋东南地区). В 1985 году постановлением Госсовета КНР были расформированы город Чанчжи и округ Цзиньдуннань, а на их территории образованы городские округа Чанчжи и Цзиньчэн; уезд вошёл в состав городского округа Чанчжи.

## Административное деление
Уезд делится на 5 посёлков и 9 волостей.